# Praomys obscurus
Praomys obscurus — вид гризунів родини мишевих. Це ендемік гір Готел на південному сході Нігерії. Зустрічається в папоротях і луках, гірських лісах, уздовж річок у лісі, галерейному лісі та болотистому лісі на висоті 1600–2400 метрів над рівнем моря. Йому загрожує втрата середовища існування (вирубка лісів), імовірно спричинена вирубкою та перетворенням землі на сільськогосподарські та інші види використання.

## Морфологічні характеристики
З довжиною голови та тулуба від 108 до 137 мм, довжиною хвоста від 149 до 174 мм і вагою від 34 до 60 грамів. Хутро на верхній стороні утворене волосками, які сірі біля основи, світло-коричневі або бежеві в середині й чорні на кінчику. Це призводить до темно-коричневого або сіро-чорного кольору шерсті, яка найтемніша в середині спини. Верхня поверхня хутра молодих тварин більш світло-сіра. Верхня поверхня хутра молодих тварин більш світло-сіра. Вузька червонувато-коричнева лінія відділяє верхню поверхню від світло-сірої до білої нижньої. Тварина по п'ять пальців рук і ніг з кігтями на кожній з рук і ніг, хоча великі пальці атрофовані. Довгий хвіст покритий лускою і дуже дрібною щетиною.

## Спосіб життя
Зразки ведуть нічний спосіб життя і більшу частину часу проводять на землі. Вважається, що самки повинні досягти ваги 40 г, перш ніж вони зможуть розмножуватися. 